# Melittia acosmetes
Melittia acosmetes is een vlinder uit de familie wespvlinders (Sesiidae), onderfamilie Sesiinae.
Melittia acosmetes is voor het eerst wetenschappelijk beschreven door Hampson in 1919. De soort komt voor in het Afrotropisch gebied.